# أسود الرأس الفارسي

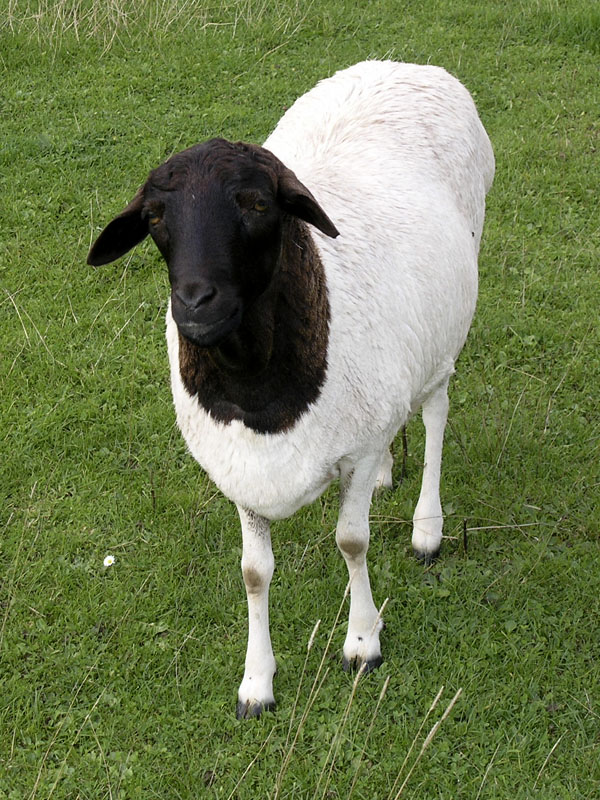
أسود الرأس الفارسي

أسود الرأس الفارسي (بالإنجليزية: Blackhead Persian) هي سلالة أغنام دهنية الذيل أفريقية. أسود الرأس الفارسي سلالة تمتلك جسم أبيض وكما يدل اٍسمها لها رأس أسود. ذات شعر وتتحمل الحرارة أحسن من السلالات ذات الصوف، تربى أساسا من أجل لحومها.

## الخصائص
- عند الولادة كلى الجنسين يزن 2.6 كغ.
- الكبش 68 كغ.
- النعجة 52 كغ.
- ترضع الأنثى حوالي 84 يوم.
- تنتج 50 كغ من الحليب مع 5.9 % من الدهن.[5]

## ألبوم الصور

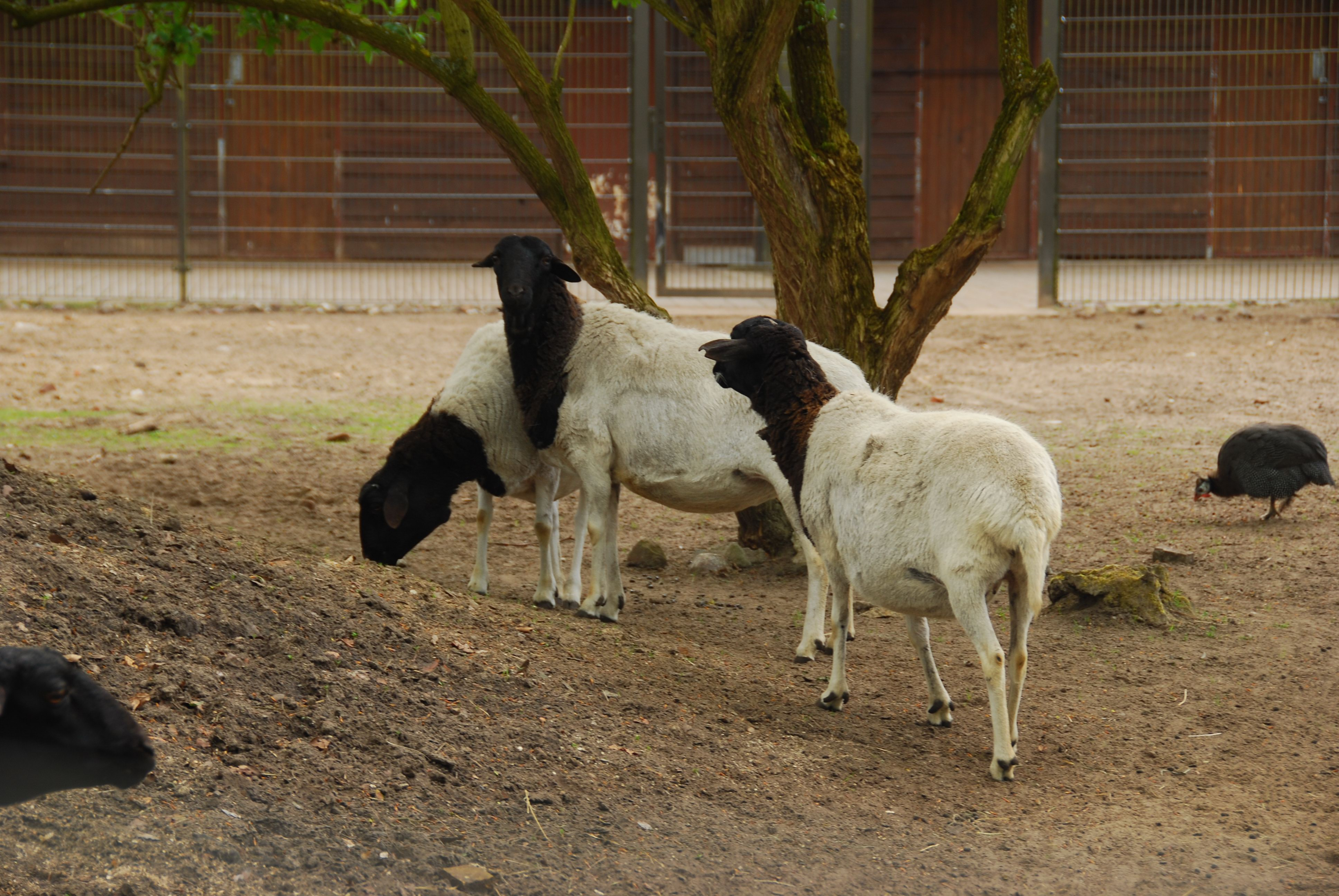
قطيع من أسود الرأس الفارسي 1
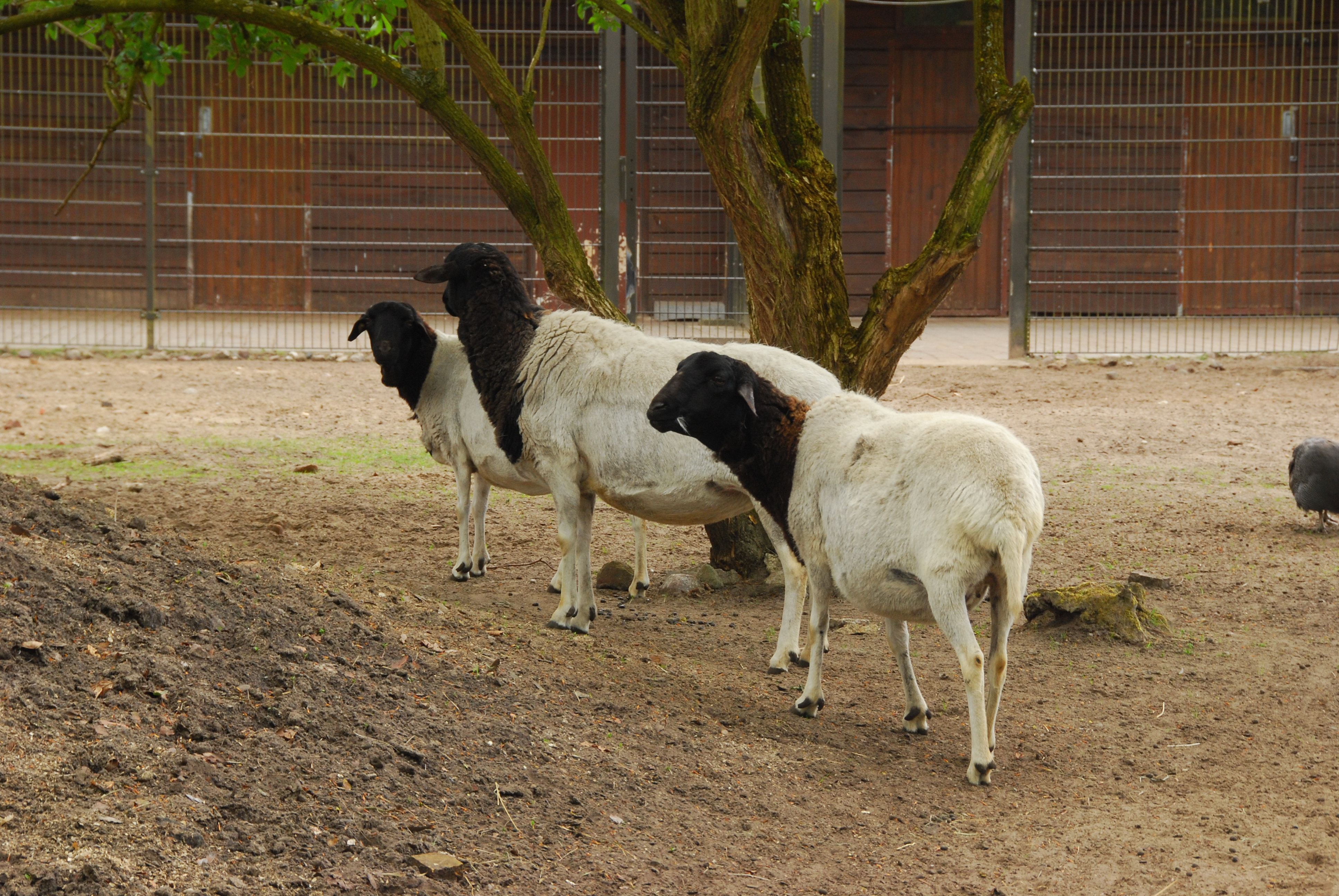
قطيع من أسود الرأس الفارسي 2